# Schizura biguttata
Schizura biguttata är en fjärilsart som beskrevs av Alpheus Spring Packard 1864. Schizura biguttata ingår i släktet Schizura och familjen tandspinnare. Inga underarter finns listade.